# Оук Форест (Илиноис)
Оук Форест (енгл. Oak Forest) град је у америчкој савезној држави Илиноис. По попису становништва из 2010. у њему је живело 27.962 становника.

## Демографија
Према попису становништва из 2010. у граду је живело 27.962 становника, што је 89 (0,3%) становника мање него 2000. године.
| Група             | 2000.          | 2010.          |
| Белци             | 24.297 (86,6%) | 21.445 (76,7%) |
| Афроамериканци    | 1.021 (3,6%)   | 1.268 (4,5%)   |
| Азијати           | 744 (2,7%)     | 1.079 (3,9%)   |
| Хиспаноамериканци | 1.645 (5,9%)   | 3.753 (13,4%)  |
| Укупно            | 28.051         | 27.962         |